# Plattenbau

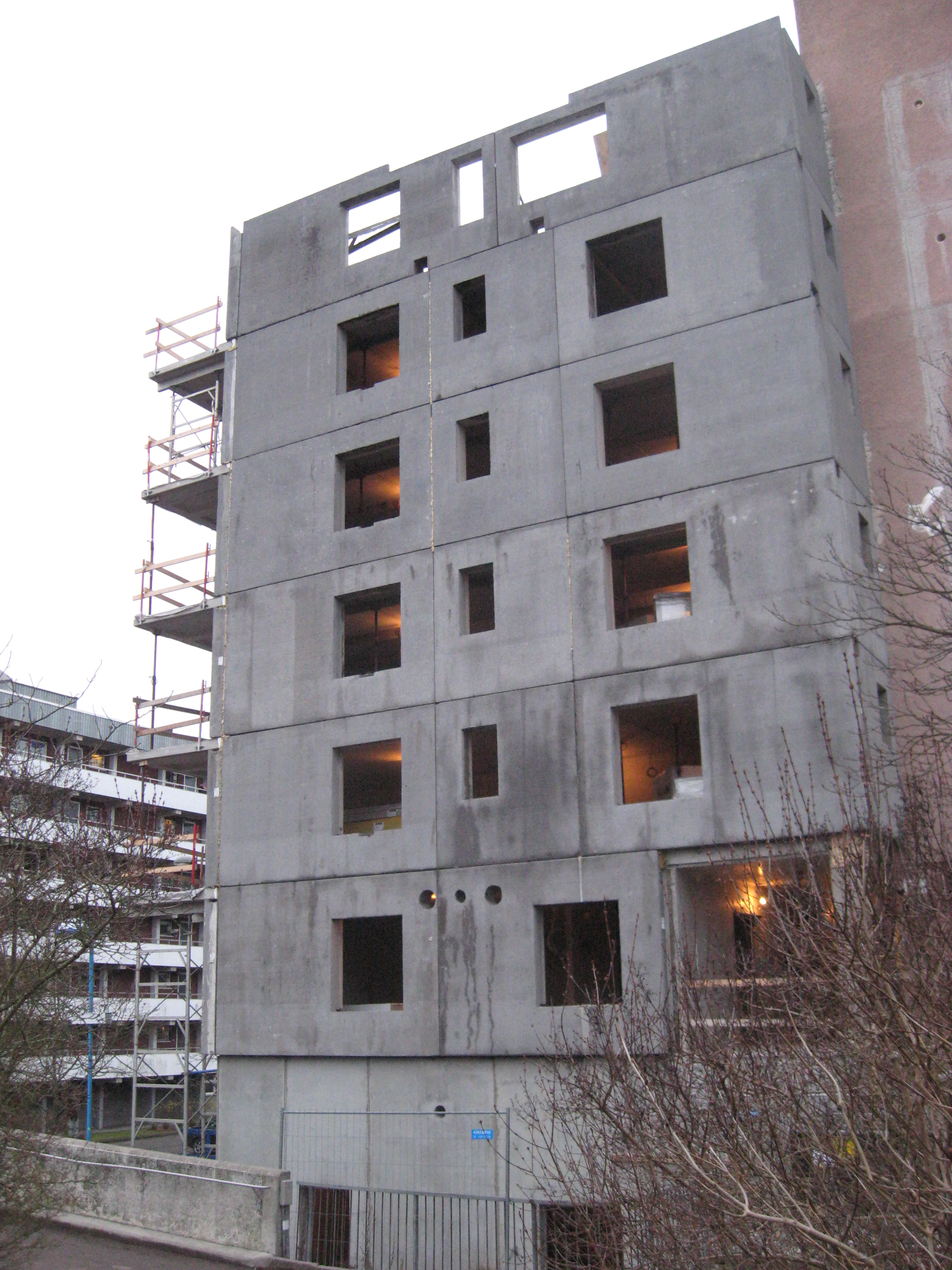
Bau eines Plattenbaus in Tensta, Schweden, 2009

Als Plattenbau wird eine Bauweise bezeichnet, bei der Gebäude aus geschosshohen Betonfertigteilen errichtet werden, die zuvor in einem Werk hergestellt und als fertige Elemente auf der Baustelle nur noch montiert wurden. Die Bauweise entstand aus den Bemühungen um einen seriellen bzw. industriellen Wohnungsbau seit der zweiten Hälfte des 19. Jahrhunderts über Zwischenschritte wie Großblockbauweise und Streifenbauweise ab Anfang des 20. Jahrhunderts. Eine weiterentwickelte Form ist die Raumzellenbauweise, welche parallel ab den 1960er Jahren entwickelt wurde.
Voraussetzung für die Anwendbarkeit des Plattenbaus als effizienzsteigernde Baulösung ist wie bei allen seriellen Produktionsweisen Typisierung und Standardisierung sowie die Möglichkeit der industriellen Herstellung, des Transports und der Montage der großen und schweren Elemente. Durch die veränderten politischen und technischen Möglichkeiten setzte sich die Bauweise insbesondere in Europa nach dem Ende des Zweiten Weltkriegs durch. Während der Plattenbau in Westeuropa, bezeichnet als Großtafelbauweise, meist auf Großwohnsiedlungen des sogenannten sozialen Wohnungsbaus beschränkt blieb, wurde er im sogenannten Ostblock von den frühen 1960er Jahren an zur dominanten Bauweise für fast alle Zwecke. Die Potentiale der zunehmend variabler und komplexer werdenden Serien konnten aufgrund der Situation der dortigen Volkswirtschaften allerdings nicht mehr ausgeschöpft werden.

## Begriff

### Definition

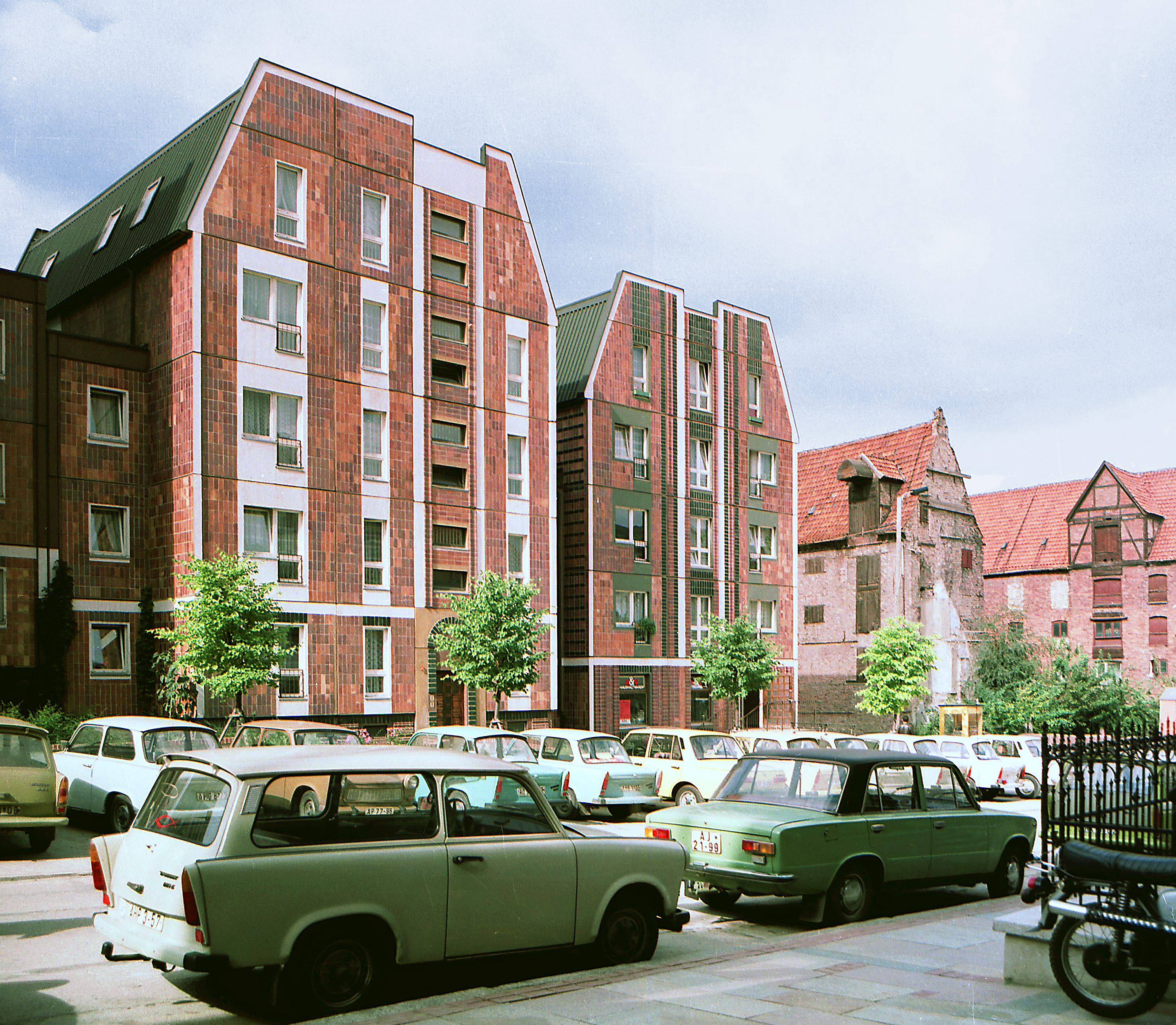
Plattenbauten (Typ WBR 83) in der Rostocker Altstadt, 1986

Als Plattenbauten werden fachlich ausschließlich Gebäude bezeichnet, die aus industriell vorgefertigten, geschosshohen und wandbreiten Platten sowie entsprechenden Deckenplatten montiert sind.
Im historischen Kontext seriellen/industriellen Bauens werden häufig auch Vorläufertechniken wie die Block- und Großblocktechnik sowie die Streifenbauweise sowie Halbfertigteilbauweise mit betrachtet. All diese Techniken verwendeten bereits größere Elemente, meist aus Beton, und konnten seriell, bei der Großblock- und Streifenbauweise auch bereits industriell hergestellt werden. Sie waren jedoch kleiner und vor allem leichter als die späteren Platten/Großtafeln und konnten mit zeitgenössischen Tragkränen problemlos verarbeitet und mit Lastkraftwagen transportiert werden. Die technische Entwicklung, mit der die Montagekräne höhere Lasten heben konnten, verdrängten diese Vorläufer später weitgehend. Wurden frühe Konstruktionen noch in der Nähe der Baustelle hergestellt und nur von einem Kran an die Montagestelle gebracht, folgten späte große ortsgebunden Fertigungswerke mit komplexen Fließlinien. Auch mobile Plattenwerke spielten z.b. für das ländliche Bauen eine Rolle.
Ebenfalls in den Umkreis der Plattenbautechnik zählen Fertigteilelemente, wie Fassaden, Treppen und Aufzugsschächte in Kombination mit Ortbetonkonstruktionen. Hierbei werden massive Schottenkonstruktionen vor Ort als zusammenhängendes Bauteil monolithisch gegossen und mit Voll- und Halbfertigteilen wie z. B. Sandwichwandplatten, die in einem Werk hergestellt wurden, belegt. Bekannte Beispiele sind der Gebäudekomplex Memhardstraße in Ostberlin, ausgeführt in Berliner Wandbauweise, sowie der Gebäudekomplex Wassertorstraße in Westberlin, ausgeführt in Schälerbauweise.

### Begriffsgeschichte
Der Begriff Plattenbauweise wurde bereits in den 1920er Jahren verwendet und war sowohl in der DDR wie auch der Bundesrepublik der Nachkriegszeit fachlich üblich. Der Bauingenieur Robert von Halász schlug hingegen für die Grundmodule 1966 den Begriff „Tafeln“ und für die Bauten „Tafelbauten“ vor, der Ausdruck „Plattenbau“ sei „sprachlich falsch und begrifflich ungenau“. Ausschlaggebend für diese Unterscheidung war, dass „Platten“ strenggenommen nur jene Bauelemente seien, die hauptsächlich auf Biegung beansprucht werden, insbesondere also Decken. Hingegen bezeichnete er Elemente wie Wände, die hauptsächlich auf Druck beansprucht werden, als „Scheiben“. Der Begriff „Tafel“ umfasse dann beide Gruppen. Sein Begriff hat sich zwar fachsprachlich etabliert, den Begriff Plattenbau allerdings nicht verdrängt.
Seit den 1970er Jahren wurde der Begriff Plattenbau im Westen allgemeinsprachlich als abwertender Begriff für Großwohnsiedlungen üblich. Nach der Wiedervereinigung wurde der Begriff dann auch auf die Neubaugebiete der DDR angewandt, medial in häufig abwertender Absicht. Dessen ungeachtet hat sich der Begriff fachlich wie in der Umgangssprache weitgehend durchgesetzt.
In Ostdeutschland wird er jedoch nach wie vor auch als abwertender Begriff verstanden. Der Soziologe Steffen Mau konstatiert in seinem Buch Lütten Klein (2019) z. B. über die gleichnamige Siedlung in Rostock, der Begriff „Plattenbau“ für die Gebäude werde von vielen Bewohnern seit der Wende als „westdeutscher Kampfbegriff“ verstanden. In der DDR war die Bezeichnung „Neubau“ gebräuchlich.

## Bautechnik
Das Plattenbauverfahren gehört zur Gruppe des Fertigteilbaus und findet insbesondere bei Wohn- und Bürogebäuden Anwendung. Betonplatten werden in Fabriken hergestellt und zur Baustelle transportiert. Dort werden sie dann zusammengefügt.

### Herstellung

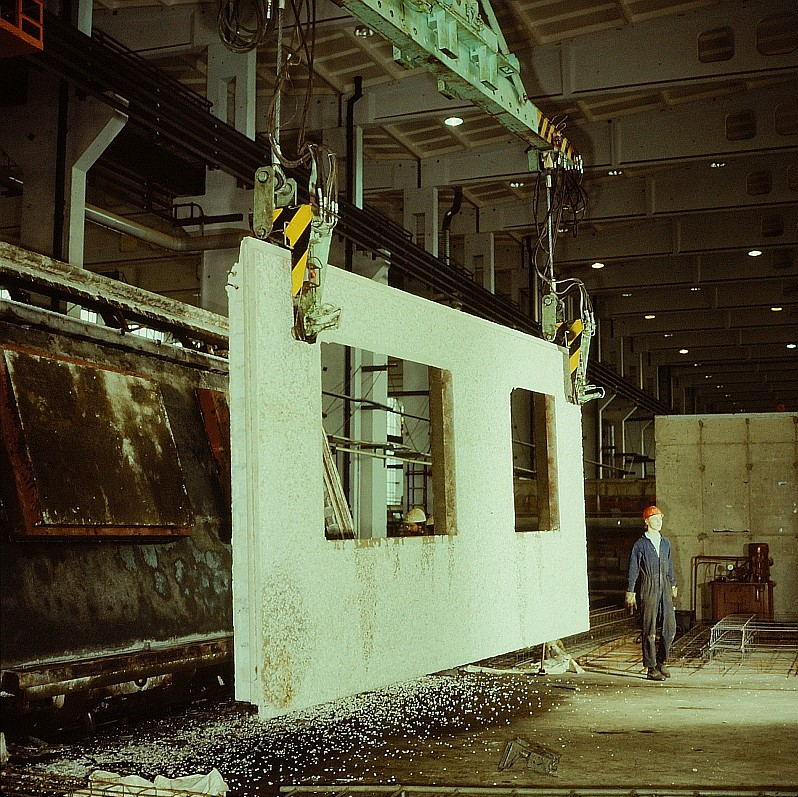
Produktion in einem Plattenwerk, 1979 in Bautzen

Die Herstellung der Platten wird wetterunabhängig in Fabriken ausgeführt, entweder in stationären Werken, von denen aus die Elemente dann zum Bauplatz transportiert werden, oder auch als Feldfabrik, die bei großen Projekten sinnvoll ist, da der Transport entsprechend entfällt oder reduziert werden kann. Der Übergang zur Ortbetonbauweise ist hier fließend.
Die Produktion der Tafeln erfolgt in acht aufeinanderfolgenden Arbeitsgängen:
1. Vorbereitung der Schalung (Reinigen, Zusammensetzen, Einsprühen)
2. Einbau von Aussparungen und Verlegen von Leerrohren für die Installation
3. Einsetzen der vorbereiteten Bewehrung
4. Einbringen und Verdichten des Betons auf dem Rütteltisch
5. Erhärten
6. Ausschalen und Transport aus der Halle
7. Endkontrolle
8. Lagern

Die Produktion erfolgt je nach Typ der Teile unterschiedlich. Flächige Teile wie Wand- und Deckenplatten werden in der Umlauffertigung produziert, bei der die Teile von Arbeitsstation zu Arbeitsstation verbracht werden. Andere Teile werden häufig in der Standfertigung produziert, bei der die Arbeitskolonnen von Element zu Element wandern.

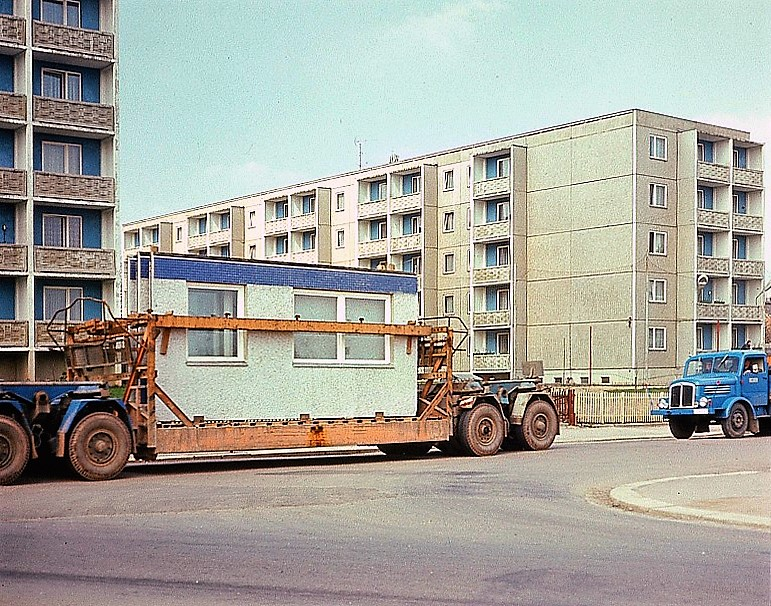
Transport von Wandelementen in Karl-Marx-Stadt (heute Chemnitz), 1975

### Transport
Für den Transport der Elemente müssen leistungsfähige Transportmittel zur Verfügung stehen, entweder LKWs auf guten Straßen ohne weitere Hindernisse oder Bahnen. Bei LKWs ist der Transport mit Tiefladern üblich, große Elemente werden dabei in der Regel aufrecht stehend transportiert. Der Transport muss auch gewährleisten, dass dabei keine Kräfte auf die Elemente wirken, die Schäden verursachen können.
Je nach Projekt kann der Transport entweder direkt zum Montageort erfolgen, wo die Elemente sofort verbaut werden, oder in ein Zwischenlager, das als Puffer für Unregelmäßigkeiten bei der Zulieferung dienen kann.

### Montage
Die Montage der Fertigteile erfolgt nach einem Montageplan in festgelegter Reihenfolge. Ausschlaggebend ist dabei die Qualität der Krane, die die Elemente an ihren Bestimmungsort heben. Sie müssen nicht nur hohe Lasten tragen, sondern auch mittels eines Feinhubwerks die Elemente ruckfrei bewegen können. Leichtere Platten werden dabei von Turmdrehkranen gehoben, schwerere durch Autokrane.
Beim Absetzen der Elemente können diese entweder per Unterlagsplatten justiert werden oder mit Schraubenbolzen. Anschließend werden die Platten mit Richtstützen und Montagestreben gesichert und zur Befestigung mit Fertigmörtel oder Beton vergossen. Sollen sie später demontierbar bzw. regulierbar sein, können die Befestigungen statt Verguss auch mit nicht rostendem Stahl ausgeführt werden, was jedoch deutlich teurer ist.
Bei entsprechend guter Vorplanung kann ein Bau in Plattenbauweise um bis zu 30 % schneller (und kostengünstiger) ausgeführt werden als ein Bau in Ortbetonbauweise.

## Geschichte

### Vorläufer
Mitte des 19. Jahrhunderts startete ein regelrechter Vorfertigungsboom durch den Export vorgefertigter Häuser als Holz- und Eisenkonstruktionen in die britischen Kolonien. Er endete mit dem Goldrausch um 1860, woraufhin sich die Hersteller wieder auf den Heimatmarkt konzentrierten. Dort hatte Vorfertigung aber nur eine Chance, wenn sie mit dem klassischen Mauerwerksbau konkurrieren konnte. Diese Situation führte zur Verbreitung des Gussbetons in England und Frankreich. Die Kunststeinfirma Lippmann, Schneckenburger und Cie. aus Batignolles bei Paris stellte als erste hohle Platten aus Beton her, mit denen man Häuser zusammensetzen konnte. Die Platten konnten aber kein allzu großes Gewicht aufweisen, um sie noch transportieren zu können, und fielen deswegen recht klein aus. 1875 erprobte W. H. Lascalles eine Blockbauweise, in der die bewehrten Elemente Abmessungen von 61 × 91 × 4 cm hatten. Für diese Bauweise wurde der englische Architekt Richard Norman Shaw beauftragt, um Cottages in rustikalem Stil für das System zu gestalten. Lascalles und Shaw erhielten für die Häuser, angelehnt an den Queen-Anne-Stil, eine Goldmedaille auf der Pariser Weltausstellung 1878.
Die ersten bekannten Häuser aus vorgefertigten großen Betonplatten errichtete John Alexander Brodie, Mitarbeiter der Stadt Liverpool. Er ließ von 1903 bis 1905 in der Eldon Street Arbeiterunterkünfte für das Housing Council errichten. Es handelte sich um ein Experiment, bei dem die Arbeitsabläufe fotografisch dokumentiert wurden. Brodies Ziel lag darin, schnell und günstig Wohnraum zu schaffen. Die Bauten bestanden zum Teil konstruktiv aus Ortbeton und Mauerwerk, zum Teil aus geschosshohen Platten mit Fensteröffnungen. Zur Montage errichtete man ein hausgroßes Gerüst. Die Wandplatten wurden teilweise auf den fertiggestellten Decken gegossen und dann in Position gekippt. 1905 stellte Brodie ein weiteres Haus in Fertigteilbauweise bei der Cheap Cottages Exhibition im britischen Letchworth aus.
Ein weiterer Zwischenschritt für den Einsatz von geschosshohen Platten war die Entwicklung von Oberst Robert Aiken. Bei dem nach ihm benannten Aiken-System wurden geschosshohe bis mehrgeschossige Hauswände von Gebäuden in einer horizontalen Position gegossen und in Position gehoben. Die US-Armee baute während des Spanisch-Amerikanischen Krieges damit Kasernen auf den Philippinen. Nach seiner militärischen Karriere patentierte Robert Aiken sein System 1908 und gründete die Firma Aiken Cement House. Aiken benutzte damit ein Kippverfahren das ähnlich dem von Brodie ist und bis in die 1950er Jahre in Frankreich benutzt wurde.

#### Das System Atterbury
Im Jahre 1902 entwickelte der Architekt Grosvenor Atterbury ein Bausystem mit vorgefertigten Elementen, wobei er sich von Gussbetonhäusern Edisons inspirieren ließ. 1906 bereitete er in Sewaren, New Jersey, einen Experimentalbau vor um verschiedene Ansätze der Betonfertigung zu testen. Von 1908 bis 1910 errichtete er zwei Häuser, die vollständig aus vorgefertigten Betonelementen mit unterschiedlichen Montagemethoden ausgeführt wurden.
Er verwendete Wandstreifen aus Beton, die er einmal horizontal in Schichten aufbaute und einmal Vertikal aufrichtete als geschosshohe Wände. Die Platten wurden zwischen Fenster- und Türöffnungen eingesetzt, nicht als vollständige Wandelemente mit Öffnungen. So konnte er 1910 bereits eineinhalbgeschossige Bauten errichten. In Forest Hills Gardens, wo Atterbury sein System ab 1913 weiterentwickelte, blieb dieses Prinzip bestehen. Die Wandelemente waren 2,40 m hoch und 23 cm dick und hatten keine Fensteröffnungen, da diese sie zu schwer gemacht hätten. Diese wendete er aber erst 1918 für zweigeschossige Bauten, letzteres mit dem dritten Bauabschnitt des Gartenstadtprojekts Forest Hills Gardens in Queens, einem Stadtteil von New York. Die Platten waren wieder geschosshoch und ohne Fensteröffnungen ausgebildet, da diese sonst zu schwer geworden wären für die damalige Krantechnik.
Damit war das System Atterbury technisch der Streifenbauweise nach unter Einsatz von großen Elementen. Des Weiteren wurde der Keller in Mauerwerk und das Erdgeschoss in Ortbeton ausgeführt. Das Konstruktionsprinzip wurde als System Atterbury auch in Europa bekannt und in den Niederlanden als „System Bron“ patentiert. Es kam erstmalig 1921 beim Bau des Betondorp (niederl. für Betondorf) zum Einsatz, einem Wohnviertel im Amsterdamer Stadtbezirk Amsterdam-Oost. Der Entwurf für die zweigeschossigen Reihenhäuser stammte vom niederländischen Architekt Dick Greiner und war eines von vielen Experimenten mit Betonbau in der Siedlung. Auch handelte es sich hier um vertikal geschichtete Streifenbauten.

#### Deutschland: Ernst May / Martin Wagner
Im deutschsprachigen Raum entwickelten sich – ausgehend vom Taylorismus – Prinzipien hin zum Fertigteilbau. Eine erste Patentierung einer Bauweise zum Bau von Klein- und Kleinstwohnungen war die „Tessenow-Wand“, welche 1909 von Heinrich Tessenow entwickelt wurde.

Im Projekt Neues Frankfurt (1925–1930) wurden in einem größeren Maßstab die Ziegelbauweise durch ein neues Montageverfahren ersetzt, patentiert als Frankfurter Montageverfahren. Dessen Leiter Ernst May ließ 1926 eigens eine Fabrik zur Fertigung von Bimsbetonplatten errichten, welche in einem Baukastensystem zu Häusern zusammengesetzt werden konnten. Da die Bauteile als Bauplatten bezeichnet wurden und man die Fabrik auch als Bauplattenfabrik betitelte, tauchte damit der Begriff „Plattenbau“ auf. Daher wird in Publikationen zum Neuen Frankfurt oft vom Einsatz von Plattenbauten geschrieben; technisch handelte es sich allerdings um Block- und Streifenbauweisen. Ernst May verzichtete auf geschosshohe Betonplatten, im Wissen um die Probleme in den Niederlanden mit Transport, Kranauslastung und der Maßgenauigkeit der Betonteile des System Bron.

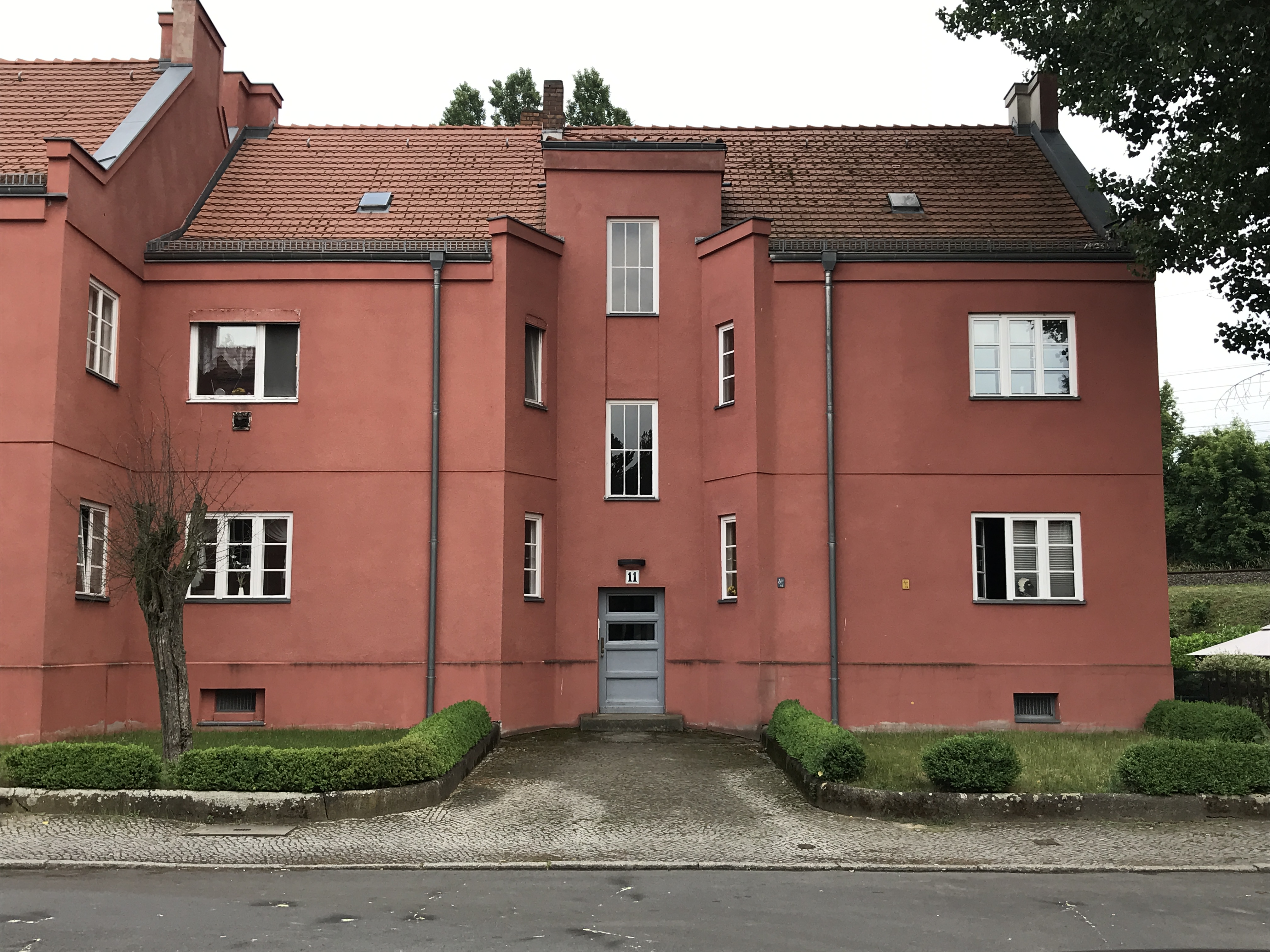
Splanemann-Siedlung in Berlin-Friedrichsfelde (1926 bis 1930 errichtet)

Der wahrscheinlich erste Plattenbau weltweit entstand ab 1926 im Ortsteil Friedrichsfelde von Berlin-Lichtenberg nach Entwürfen des Stadtbaurats Martin Wagner und des Architekten Wilhelm Primke. Die kleine Siedlung wurde als Kriegerheimstättensiedlung gebaut und trägt seit 1951 den Namen Splanemann-Siedlung. Martin Wagner war auf einer Amerika-Reise beeindruckt von der modernen Bauindustrie der USA. Er studierte unter anderem das System Atterburys. Er gründete später die Occident-Gesellschaft und bezog die Niederländische Atterbury-Lizenz, das „System Bron“. Da die Splanemannsiedlung aber nicht in Streifenbauweise errichtet wurde, sondern in Plattenbauweise legt es nahe, dass Martin Wagner diese weiterentwickelt hatte.
Die Siedlung mit ursprünglich 138 Wohnungen, von denen heute noch 118 erhalten sind, wurde ursprünglich in traditioneller Ziegelbauweise entworfen und die Planung lediglich an die neue Bauweise angepasst. Es handelte sich um eine als Kriegerheimstättensiedlung gestaltete Wohnanlage im zwei- bis dreigeschossigen Siedlungsbau. Vor Ort wurden dabei bis zu sieben Tonnen schwere Bauteile wurden auf der Baustelle gegossen und von einem Portalkran an die Montagestellen gebracht. Die erhoffte Kostenersparnis stellte sich jedoch nicht ein. Wagner selbst resümierte: „Vorfertigung und Montageprozess waren inkonsequent, die Seriengröße zu klein, die städtebauliche Lösung zu steif, der Portalkran zu unbeweglich und die Platten zu schwer“. Die Bauarbeiten wurden zusammen mit jenen für das Neue Frankfurt auch als Lehrfilm veröffentlicht. Dabei wird aber nur für die Splanemannsiedlung der Begriff „Plattenbau“ verwendet.
Obwohl es mehrere Experimente mit Block-, Streifen- und Plattenbauweisen gab und man kleinere Siedlungseinheiten damit baute, konnte sich die Bauweise erst nach dem Zweiten Weltkrieg durchsetzen. Bis Mitte der 60er Jahre war daher die Block- und Streifenbauweise in unterschiedlichster Form, auch als Mischbauweise, verbreitet.

### Nachkriegszeit
Nach dem Zweiten Weltkrieg wurde durch die Zerstörungen in Europa der Druck zu einem industrialisierten Wohnungsbau besonders signifikant, was politische und ökonomische Experimente erlaubte. Es gab in den späten 1940er Jahren keine Klarheit darüber, welche konstruktiven Bausysteme am wirtschaftlichsten oder schnellsten waren. Eine große Hoffnung wurde in den Plattenbau gelegt.
Dabei gibt es mehrere Vorreiter, welche etwa im gleichen Zeitraum die Bautechnik aus unterschiedlichen Beweggründen und Industrialisierungsständen vorantrieben. Große und kleine Elemente, wandgroße Platten und Skelette – es braucht bis Ende der 1950er Jahre, bis sich die Platte als rationellste Methode herauskristallisiert.

#### Tschechoslowakei
In der Tschechoslowakei konnte man auf Erfahrungen im industriellen Bauen aus der Vorkriegszeit zurückgreifen. Maßgebend war hier der Baťa-Konzern aus Zlín gewesen. Der Großindustrielle hatte bereits eine Vielzahl an Gebäuden in modernen Bautechniken ermöglicht und 1935 einen Wettbewerb für moderne Gebäude ausgeschrieben. Der zweite Preis ging seinerzeit an František Jech und Adolf Benš. Jech verfasste später mehrere Artikel über Vorfertigung und war ein Verfechter des industriellen Bauens. 1946-1948 errichtete er in Prag eine Reihenhaussiedlung aus präfabrizierten Großblöcken, welche später in die T-Serien aufgenommen wurden. 1949 arbeitete Jech an einem experimentellen, mehrgeschossigen Plattenbau mit einem flexiblen Grundriss. Das X-förmige Gebäude war als Skelett-Platten-Konstruktion geplant und Bauteile wurden getestet. Es scheiterte allerdings an einer brauchbaren Platte und einer neuen politischen Hinwendung zu Typenbauten. Vladimír Karfík, der Architekt des Bata-Hochhauses in Zlin, stellte auf dem Architektenkongress in Prag einen Bautyp mit einem Spannbetonskelett vor, welches mit Platten ausgefacht wurde. Dieser konnte allerdings erst 1955 in Bratislava errichtet werden. Er war dem sowjetischen Michalov-System ähnlich. Michalov hatte wie Karfík während des Krieges an dieser Baumethodik gearbeitet.
Der erste Plattenbau in der Tschechoslowakei war Teil der G-Serie, der von 1953 bis 1954 in Zlin (damals Gottwaldov) errichtete G40, entwickelt von Bohumil Kula und Hynek Adamec. Der Serie folgten Weiterentwicklungen wie die G55 und G57 mit einem immer größeren Industrialisierungs- und Typisierungsgrad. Ab der Tauwetter-Periode 1955 hatte man auch Zugang zum westlichen Ausland, hatte Zugriff auf Literatur, konnte Experten einladen und besuchen und hielt mehrere Konferenzen ab, unter anderem in Prag. So stellte man fest, dass die G-Typen konstruktive Ähnlichkeiten mit Coignet und Camus hatten. Als Nikita Chruschtschow unzufrieden war mit der fortlaufend langsamen Entwicklung des Plattenbaus auf eine hohe Quantität sowie wegen seines Drängens, die Blockbauweise in der Fläche zu überspringen, setzte er auf den Import von Plattenbaufabriken, denn der immense Bedarf der Sowjetunion in der Nachkriegszeit und die Versäumnisse Stalins sollten gelöst werden, ohne die Forschungskapazitäten von anderen Feldern abzuziehen. Daher zog man sowohl die Systeme von Gottwaldov als auch Camus in Betracht, welche als ausgereifte Systeme galten. Camus gewann den Auftrag, da er bis zu 20.000 Wohneinheiten pro Jahr herstellte und die Tschechoslowakei wahrscheinlich nicht die Kapazitäten hätte aufbringen können, um die ausgeschriebenen 380 Plattenbaufabriken zu liefern.

#### Frankreich
Der französische Ingenieur Raymond Camus hatte 1938–1942 bei Citroën gearbeitet. Dort wurde er von den Ideen des Direktors Pierre Boulanger stark beeinflusst. Von Beginn an konzentrierte er sich rein auf den Plattenbau und optimierte die Produktionsabläufe in Bezug auf das Endprodukt. Bereits 1948 meldete er erste Patente an, gründete 1949 ein eigenes Bauunternehmen und stellte 1951 einen ersten, viergeschossigen Musterbau in Le Havre fertig. Auftraggeber war die „Francois I“-Kooperative, welche darauf drei weitere Gebäude bestellte, entworfen vom Architekten Henri Loisel. Eine Delegation des Ministère de la Reconstruction et de l'Urbanisme (MRU) besichtigte die Fertigungshalle von Camus. Später startete das MRU sechs industrielle Wohnungsprogramme, welche unter den Gesichtspunkten der Kosteneffizienz und des Massenwohnungsbaus errichtet werden sollten. Damit bekam unter anderem die Firma Camus' Großaufträge und errichtete 1954 ein eigenes Plattenwerk. Dies war möglich, da er im selben Jahr einen Staatsauftrag des MRU zur Errichtung von 4000 Wohnungen erhielt. 1958 führte Camus die Sandwich-Platte mit 3-Schichten ein, was das System technisch voranbrachte. Durch die französische Planification wurden große Staatsaufträge für neue Siedlungen, die Grand Ensembles, vergeben, welche die industrielle Neuorganisation Frankreichs ermöglichten.
Eine sowjetische Delegation des GOSSTROI besichtigte Hersteller industrieller Bausysteme in den Niederlanden, Italien und Frankreich und besuchte dabei auch das Montesson-Werk von Camus. Sowjetische Architekten hatten seit den 1930er Jahren verschiedene Ansätze verfolgt, Gebäude aus präfabrizierte Elementen wie Großblöcken und mit verschiedenen Arten von Plattenkonstruktionen herzustellen. In den früher 1940er Jahren wurden einzelne Apartmentgebäude in Plattenbauweise errichtet und 1949 in Magnitogorsk bereits eine kleine Serie von 1-3 geschossigen Gebäuden. Mit der Entwicklung von Platten-Skelettkonstruktionen in Moskau und Kiew wurde die Grundlage gelegt zur Entwicklung der ersten Plattenbauserien ab 1958, wie der K7 und dem G-1. Diese konnten allerdings nicht den immensen Bedarf decken und waren auf die nördliche Sowjetunion begrenzt; auch fehlte es an Maschinenbaukapazitäten.
Daher erwarb man Plattenfabriken-Lizenzen von Camus und importierte 1958 die ersten Ausrüstungen nach Tashkent in die südlichen Sowjetrepubliken. 1960 waren die ersten Wohngebäude fertiggestellt. Damit wurde die Industrialisierung des Wohnungsbaus in der Sowjetunion gesteigert und ein bedeutender Schritt zum Massenwohnungsbau in Plattenbauweise eingeleitet. Der individuellere Ausdruck der anpassungsfähigeren Blockbauweise in der Sowjetunion wurde damit langsam aufgelöst.
Mit dem sowjetischen Deal begannen Dutzende Importe weltweit. Da einige Camus-Mitarbeiter deutsch sprachen, wurden auch Lizenzen nach Westdeutschland und Österreich vergeben. Später folgten Lizenzen nach Großbritannien, Italien, Belgien und der Tschechoslowakei. Nach den Erfahrungen mit Erdbebensicherheit in der Sowjetunion wurden auch Export-Deals nach Japan, Irak und Syrien getätigt. Und nach weiteren Exporten nach Zaire, Gabon, Taiwan und Bahrain wurde 1976 der Grand Prix de l´exportation an Camus vergeben.
Durch die qualitativ hochwertige Produktion waren auf der Baustelle weder Anpassungen noch Nachbearbeitungen notwendig, die Elemente konnten direkt montiert werden. Das System war auch logistisch optimiert worden, so dass der Bau ohne größere Umstände vollzogen werden konnte. Selbst Elemente wie Fenster, Türen oder auch Installationen waren bereits eingebaut. Am Bau war kaum noch Handarbeit notwendig, das Bautempo hoch und die Kosten niedrig.
Der Siegeszug der Planification führte bis in die 1980er Jahre zur Entstehung dutzender Siedlungen mit einem hohen Plattenbau-Anteil in den französischen Banlieues. Verschiedene Hersteller neben Coignet und Camus prägten diese Entwicklung mit umfassten aber auch andere Fertigteilkonstruktionsarten wie z.b. Stahlrahmenbau. Parallel zu Westdeutschland etablierten sich auch Mischkonstruktionen mit Ortbeton, deren bekannteste Vertreter die Wohnungsbauten von Ricardo Bofill in Paris darstellen.

#### Deutsche Demokratische Republik
1946 fehlten auf dem Gebiet der drei Jahre später gegründeten DDR geschätzt zwischen 1,2 und 1,4 Millionen Wohnungen; davon waren rund 500.000 ein Fehlbestand bereits aus Vorkriegszeiten. Zusätzlich verschärften die umfangreichen Zerstörungen durch den Zweiten Weltkrieg und eine Bevölkerungszunahme von rund 1,6 Millionen Menschen die Situation. Die junge DDR konnte dem nicht allein durch ein klassisches Bauförderprogramm Herr werden. Zum einen wurden die Arbeitskräfte und Investitionsmittel vor allem zum Wiederaufbau der Industrie benötigt und standen nicht für den Wohnungsbau zur Verfügung. Zum anderen erwiesen sich frühe Großbauprojekte in traditioneller Bauweise wie das Hochhaus an der Weberwiese (Stalinallee) in Berlin oder in Eisenhüttenstadt als zu kostenintensiv und langwierig, als dass sie den Bedarf zeitnah hätten decken können. 1949 wurden kurz nacheinander zwei Programme jeweils für eine 10.000 DM Wohnung ausgerufen, aus denen die ersten Typen 502, 504, 505, 506 und 508 hervorgingen. Bei diesen Typen waren nur die Grundrisse typisiert und noch nicht die Konstruktion.
Stets suchte die Staatsführung nach Wegen, bei gleichbleibendem Einsatz der Mittel mehr Wohnungen zu schaffen. 1955 beschloss die erste Baukonferenz der DDR daher die Industrialisierung des Wohnungsbaus mit dem Ziel „Besser, schneller und billiger bauen“.
Die DDR organisierte ihr Bauwesen ab den 1950er Jahren durch Typenprojekte und Wiederverwendungsprojekte. Diese gab es sowohl für die traditionelle Mauerwerksbauweise, die Großblockbauweise sowie den Plattenbau. Dabei wurden Typenprojekte nur so bezeichnet, wenn diese zentral am Institut für Typung herausgegeben wurden, das 1958 dem Aufbauministerium und anschließend der Bauakademie der DDR unterstand. Dafür wurden Elementesortimente als publizierte Kataloge veröffentlicht und hatten eine DDR-weite Gültigkeit, meist für einen bestimmten Zeitraum. Wiederverwendungsprojekte beschränkten sich hingegen allein auf Entwürfe von bezirklichen Entwurfsbüros, die auf regionale Fertigungsmöglichkeiten abgestimmt waren. Sowohl typisierte Konstruktionssysteme als auch Typenprojekte wurden ständig weiterentwickelt, aber einmal eingeführt, selten durch Neuentwicklungen ersetzt; meist liefen sie parallel fort. Häufig wurden auch in regionalen Projektierungsbüros entwickelte Grundriss- oder Segmenttypen nachträglich zu zentralen Typenprojekten umgewidmet. Einige Bezirke hielten auch nach den 60er Jahren, als zentrale Typenprojekte verstärkt DDR-weit gebaut wurden, an ihren Wiederverwendungsprojekten fest.
Die Blockbauweise, Streifen- sowie Plattenbauweise wurden fast parallel entsprechend der Vorfertigungsmöglichkeiten und Technik eingeführt. Der erste Bau mit vorgefertigten Bauteilen der DDR wurde 1951 von Kurt Borges mit dem Transformatoren- und Röntgenwerk Dresden konstruiert, 1952 wurde in Berlin-Friedrichshain ein Versuchsbau in Skelettbauweise errichtet.
1952 wurden am Wohnungsbauinstitut der Deutschen Bauakademie unter Otto Engelberger die Grundrissreihe W53 entwickelt. Es war ein Typenprojekt des traditionellen Mauerwerksbaus, bei dem die Vielzahl der in der Nachkriegszeit verfügbaren Fertigteildeckensysteme auf zwei Maße beschränkt wurden und die Zimmergrößen durch Variieren der Haustiefe angepasst werden konnten. Den Architekten blieb eine weitgehende Freiheit bei der Gestaltung der Gebäude. Es wurden nach Einführung des W53 in den Folgejahren 20 verschiedene Typen des Mauerwerkstypenbaus entwickelt.
1956 wurden einige Typen der Serie W53 umgearbeitet zu Typen der Großblockbauweise, um beschleunigt zu rationellen Baumethoden wechseln zu können. Dies führte zu einiger Kritik, da es zu einer Vielzahl an Individuallösungen führte. Hinzu kam, dass man die zwei Bauprinzipien der Querwand- und Längswandbauweise für die Entwicklungen parallel verwendete. Insbesondere das Institut für Typung bevorzugte Längswandbauweisen, die es für verbindlich erklären wollte. Dies wurde 1957 von Erhard Gißke kritisiert, der für Querwandbauweisen plädierte, da man hiermit nicht tragende Außenwände verwenden konnte, was sowohl zu einer verbesserten Wärmedämmung als auch einem geringeren Stahlverbrauch führte. Gißke als Stellvertreter des Chefarchitekten von Berlin bezog seine Kritik auf die bis dahin getätigten Erfahrungen, welche auf Großbaustellen in Berlin gemacht wurden. Daher unterstützte er in seiner Funktion die Errichtung von mehreren kleineren Serien durch verschiedene Architekten als eine Art Modellvorhaben. Die Kleinserie Singerstraße von Emil Leibold als auch der Experimentalbau Berlin-Karlshorst von Leopold Wiel wurden gebaut, aber nicht fortgeführt.
Mitte 1956 stellte das Institut für Typung sechs Kandidaten für eine Typung vor, nämlich die Typen L1 und L2 sowie die Typen Q1 bis Q4. Drei davon standen in der engeren Auswahl, nämlich der L1, der Q3 und der Q4. Für das Jahr 1957 wurden dann der Q3 sowie der L1 getypt. Der Q3 war durch Josef Kaiser, Erhard Gißke sowie Klaus Sbrzensy für das Büro des Chefarchitekten von Berlin speziell für den Berliner Raum entwickelt worden und wurde fast ausschließlich auch dort realisiert, mehrheitlich in der Variante Q3A (Ofenheizung). Im Folgejahr stellte das Institut für Typung dann die seit 1956 anhand mehrerer Prototypen durch Leopold Wiel entwickelte Serie L4 vor, die für das Jahr 1958 getypt wurde. Dieser Typ in Großblockbauweise in Längswandbauweise wurde die erste zentrale Typenserie, die sich durchsetzte und in der gesamten DDR gebaut wurde.
Mit dem 33. ZK-Plenum von 1957 wurde, um Kosten einzusparen und die überbordenden Typenentwicklungen einzuschränken, eine durchschnittliche Wohnungsgröße von 55 Quadratmetern festgelegt. Dies führte dazu, dass viele Typen abgesetzt oder umentwickelt werden mussten. 1959 wurden die Typen im Zuge einer Überarbeitung durch das Institut für Typung noch weiter eingeschränkt.
1959 entstand am Institut für Typung aus der dem L4-Grundriss der Q6 in Querwandbauweise mit einem Gewicht von 750kp, welche ab 1960 republikweit als Typenprojekt durchgesetzt wurde. Seine Einführung war mit der Auslieferung von Gleitfertigern Typ II gesetzlich vorgeschrieben. Aufbauend auf den Erfahrungen des 1955 errichteten Wohnhaus G5 in der Borsbergstraße Dresden und dem daraus entwickelten QD58, einer frühen Streifenbauweise mit kurzen Streifen welche Fensteröffnungen hatten und damit eine Vorform der Plattenbauweise waren, sowie im Zusammenhang mit dem Experimentalbau Karlshorst wurden 1960 von Leopold Wiel und Günther Kabus die Streifenbauweise QX/Q-Dresden entwickelt. Richard Paulick als auch Kurt Liebknecht stellten den QX als neue zentrale Serie in Aussicht, welche später auch als Ziegel- und Plattenbauserie mit 5MP gebaut werden sollte. Der Typ wurde von 1962 bis 1965 in Berlin gebaut und setzte sich nicht durch.
1953 wurde unter Leitung von Richard Paulick der Experimentalbau Johannisthal errichtet als erster Plattenbau der DDR. Es folgten 1955 ein Experimentalbau in Cottbus und 1957 die Kleinserie im 1. Wohnkomplex in Hoyerswerda. 1958 wurden in Berlin für das Wohngebiet Stalinallee, Entwürfe für Plattenbauweisen erarbeitet. Nach dem fünfgeschossigen Experimentalbau, dem IW 59 QP in der Ostseestraße unter Leitung von Heinz Bärhold wurde dieser Typ Grundlage einer Serie. Der neue Plattenbautyp QP wurde nach Entwürfen von Josef Kaiser, Klaus Deutschmann und Heinz Bärhold ab 1960 als fünf-, acht- und zehngeschossige Varianten in Berlin errichtet und später in weiteren Varianten sowohl in Berlin, Karl-Marx-Stadt und Magdeburg gebaut.
1960 wurde vom VEB-Typenprojektierung der erste zentrale Plattenbautyp der P1 veröffentlicht. Er basierte auf verschiedenen gebauten Entwürfen aus Rostock-Reutershagen II, Hoyerswerda Wohnkomplex III, Berlin Karl-Marx-Allee aufbauend auf dem Grundriss des Q6. Er wurde in der Zeitschrift Architektur der DDR vom Institut für Typung veröffentlicht.

1962 wurde hervorgehend aus einem Wettbewerb, der P2-Fennpfuhl entwickelt von Wilfried Stallknecht, Achim Felz und Herbert Kuschy und im Wohnkomplex Fennpfuhl errichtet. Diese wurde in massentauglicher Form als P2-Berlin und P2-Halle als zentrales Typenprojekt verbreitet. Basierend auf der Typensegmentreihe IW 64-Brandenburg, einer Blockbauserie, wurde dessen Grundriss in Plattenbauweise als P-Halle umprojektiert analog zum P1.

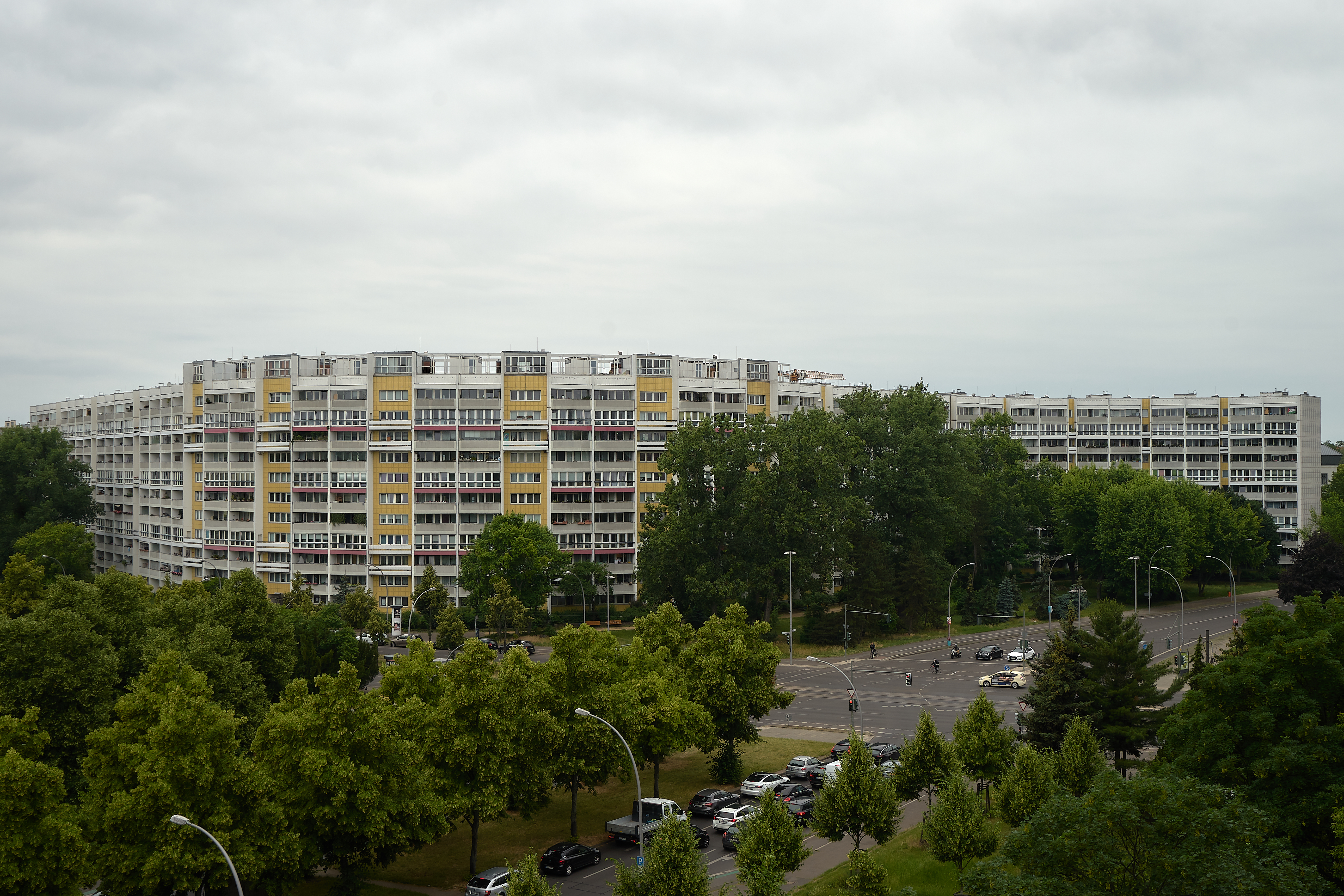
Platz der Vereinten Nationen 23-32 in Berlin

Auf dem 8. Parteitag der SED wurde die Versorgung der Bevölkerung mit Wohnraum zum Kernstück der Sozialpolitik der DDR erhoben und führte zum staatlichen Wohnungsbauprogramm von 1972, das den Wohnraummangel bis 1990 beseitigen wollte. Praktisch bedeutete dies, dass bis 1990 drei Millionen Wohnungen erbaut oder modernisiert werden sollten. Das Programm markierte den Beginn einer neuen Phase in der Baupolitik der DDR, die den Plattenbau als wichtigsten Neubautyp etablierte. Wohnkomplexe, neue Stadtteile oder ganze Städte mit bis zu 100.000 Einwohnern – wie Halle-Neustadt – entstanden meist gänzlich in Plattenbauweise. Zu diesem Zweck wurde der neue Plattenbautyp WBS 70 geschaffen, der technisch extrem wandlungsfähig und optisch vielseitig ausgelegt war. Im Rahmen des Wohnungsbauprogramms baute oder sanierte man insgesamt etwa drei Millionen Wohnungen, darunter 1,8 bis 1,9 Millionen Plattenbauwohnungen. Das Wohnungsbauprogramm war ehrgeizig und verschlang einen erheblichen Teil des Staatshaushalts.
Anfang der 1980er Jahre begann man mit der Komplexsanierung von Altbauten in den Innenstädten, was in manchen Städten wie Bernau bei Berlin zum Flächenabriss zugunsten innerstädtischer Plattenbauten führte. Für größere innerstädtische Neubauvorhaben kam auch die Hallesche Monolithbauweise zum Einsatz, eine Kombination aus Tunnelschal- und Mauerwerksbau. Dies war auch mit Vorhangfassaden aus der Plattenbauproduktion oder dem Metallleichtbau möglich. So wurde das Berliner Nikolaiviertel teilweise als Ortbetonbau mit Vorhangfassaden errichtet. Zum Einsatz kam dabei im Erdgeschoss die „Schaltischziehbauweise“ und in den Regelgeschossen die „Berliner Wandbauweise“. Dies war notwendig, damit man die langen Vorproduktionszyklen von Plattenbauten vermeiden konnte. Das Viertel wurde in Anlehnung an den historischen Stadtgrundriss wiederaufgebaut und verwendete kleinteilige sowie abwechslungsreiche Formate und spitze Giebel mit geometrischen Ornamenten.

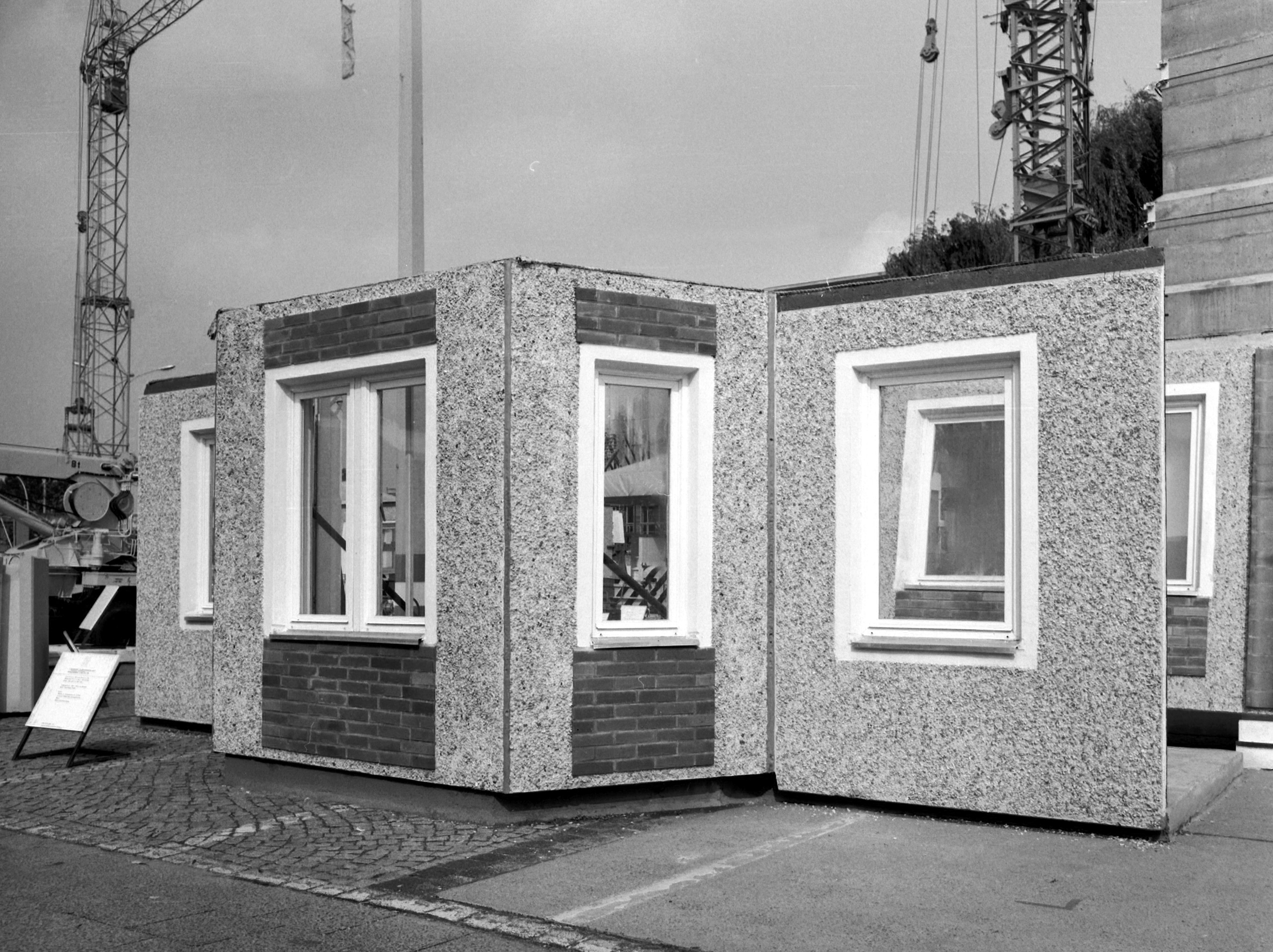
WBS 70 Außenwandplatten auf der Bauausstellung der DDR 1987 in Berlin

Die Mehrheit der Neubaugebiete wurde mit Standardserien errichtet. Variationen in den Strukturelementen oder Einsatz von Baukeramik gab es wegen der erhöhten Kosten nur in begrenztem Maße. Die Plattenbauten verfügten über schlichte „Lochfassaden“, wiesen nur wenige Verzierungen auf und wiederholten ein uniformes Fassadenbild. An städtebaulich oder aus Repräsentationsgründen wichtigen Punkten wurde das Erscheinungsbild von Plattenbauten aufgelockert, so zum Beispiel am Platz der Vereinten Nationen in Berlin oder dem Stadtbild durch historisierende Formen angepasst, so an der Berliner Friedrichstraße und am Gendarmenmarkt. In der Innenstadt Rostocks errichtete man nahe der Langen Straße Plattenbauten, die sich aufgrund ihrer hanseatischen Optik in das historische Stadtbild eingliederten.
Die Plattenbauwohnungen erfreuten sich zur Zeit ihrer Entstehung einer hohen Nachfrage, da sie Komfort wie fließend warmes und kaltes Wasser, Zentralheizung, Toilette in der Wohnung (Innen-WC) und Badewanne boten. Die Miete für eine Plattenbauwohnung fiel zwar etwas höher als für eine Altbauwohnung, war aber dennoch gering. Wohnungsmieten wurden in der DDR staatlich auf ein niedriges Niveau reguliert, deckten dadurch allerdings nicht die Kosten.
Zu den verbreitetsten Plattenbau-Typen der DDR zählen die P1 zusammen mit dem P-Halle sowie die P2 und insbesondere der WBS 70. Durch ihre standardisierte, fabrikmäßige Herstellung aus widerstandsfähigem Beton haben Plattenbauten bis heute eine gute Bausubstanz.

#### Bundesrepublik Deutschland vor 1990

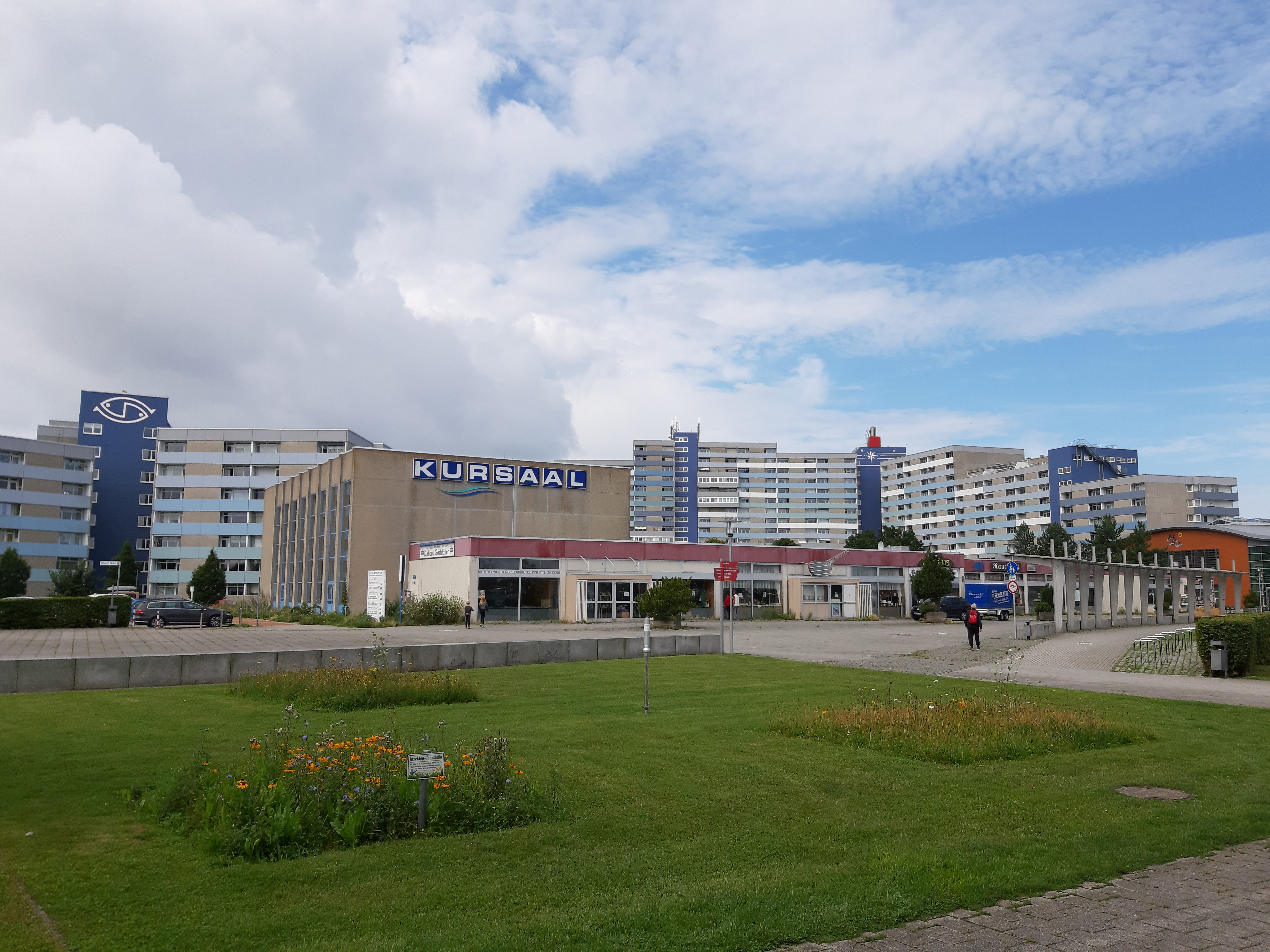
Beispiel für Plattenbauweise in Westdeutschland: Kursaal und Ferienzentrum Heiligenhafen, entstanden um 1970

In den 1950er Jahren spielte zunächst der reine Wiederaufbau der Kernstädte eine Rolle, weswegen auch die baulichen Mittel vielfältig blieben und sich am Vorkriegsbaufunktionalismus orientierten. § 34 des Baugesetzbuches, bekannt als Baulückenparagraph, bestimmte einen relativ schnellen Genehmigungs- und Bauprozess innerhalb der zerbombten Stadtstrukturen.
Ähnlich wie in der DDR stand die junge Bundesrepublik mit ihrer Gründung vor dem Problem eines massiven Mangels an Wohnraum. Der Krieg hatte rund 25 % des existierenden Bestandes zerstört, dazu kam, dass bereits vor dem Krieg 1,5 Millionen Wohnungen gefehlt hatten. Dies, sowie der Bevölkerungszuwachs durch Flüchtlinge aus den deutschen Ostgebieten ließ 1950 den Deutschen Städtetag schätzen, dass rund 5 Millionen Wohnungen in der Bundesrepublik fehlten.
Die Situation führte noch 1950 zum ersten Wohnungsbaugesetz, das den Anstoß zu einem umfangreichen Programm des sozialen Wohnungsbaus gab. Danach sollten bis 1956 1,8 Millionen Wohnungen errichtet werden, was auch gelang. 1956 folgte diesem das Zweite Wohnungsbaugesetz, das erneut 1,8 Millionen Wohnungen bis 1962 schaffen sollte.
Um 1960 war der Wiederaufbau vieler Kernstädte in der Bundesrepublik weitgehend abgeschlossen. Mit einer steigenden Verstädterung wurde die Peripherie von Großstädten bebaut und in vielen Teilen fand eine Stadt-Land-Umkehr statt. Zunehmender Wohlstand verstärkte das Bedürfnis nach einem höheren Wohnstandard mit verändernden Komfortvorstellungen, welcher einen hohen Druck zur seriellen Produktion auslöste. Die Konstruktion wurde grundlegend rationalisiert und in Fertig- bzw. Halbfertigteilbauweise ausgeführt. Damit reagierte man auf die Notwendigkeit, den Bau von der Baustelle in die Fabrik zu verlagern, da es bei dem vorherrschenden hohen Baudruck an Facharbeitern mangelte und die Arbeitskräfteanwerbung im Ausland nur einfache Bautätigkeiten deckte.  Serialität wurde eine Möglichkeit, Kosten einzusparen und diese in neue Standards wie Tiefgaragen oder verbesserten Gebäudeausstattung zu investieren.
Mit Plattenbauten entstanden daher auch in der Bundesrepublik Großwohnsiedlungen. Zwar wirkten auch hier Normierungen und Standardisierungen effizienzsteigernd, da aber eine Vielzahl von Systemen nebeneinander gebaut wurde, profitierten sie weniger stark als die DDR-Bauten von einheitlichen Typisierungen und unterschieden sich in ihrer jeweiligen Architektur voneinander. Die Wohnungsgrundrisse waren nicht so stark genormt und vereinheitlicht, da in den Siedlungen normalerweise mehrere Entwürfe verschiedener Architekten nebeneinander gebaut wurden. Das Bauverfahren wurde vor allem im sozialen Wohnungsbau genutzt, gefördert von Kommunen, die starken Einfluss auf die Belegungspolitik ausübten. Dies führte rasch dazu, dass – anders als in der DDR – in Großwohnsiedlungen einkommensschwache Haushalte, Risikomieter und andere Problemgruppen konzentriert wurden. Die sich durch die Belegungspolitik entwickelten Probleme führten zur Entwicklung von  sozialen Brennpunkten und damit zur Stigmatisierung der Siedlungen und einem schlechten Image von Großtafelbauten (Halb- und Vollfertigteilsystem in Beton) und Großwohnsiedlungen, die durch Segregationstendenzen anderer Mieter noch verstärkt wurden.
Anfangs jedoch orientierten sich die Architekten und Stadtplaner an den Ideen der modernen Architektur und Stadtplanung.
Zu den ersten Beispielen von Modernen Siedlungen zählt das Berliner Hansaviertel mit seinen 6.000 Einwohnern, dessen Planung 1952 mit Beteiligung bekannter Architekten wie Walter Gropius, Oscar Niemeyer und Le Corbusier begann. Dabei wurden verschiedenste zu jener Zeit neue Bautechniken und Baustoffe eingesetzt, gefördert durch die öffentliche Hand. Die Berliner Baubetriebe sollten damit zur Aneignung neuer Bautechniken sowie zur Anschaffung eines neuen Maschinenparks animiert werden. In der 1962–1975 errichteten Berliner Gropiusstadt wurde das wiederum konterkariert, da der Westberliner Senat das Mauerhandwerk vor Abwanderung schützen wollte durch feste Quoten für den Mauerwerksbau, weshalb dieser die dominierende Bauweise in der Gropiusstadt ist. Ein weiterer Faktor war auch, dass sich Fertigteilbauweisen in dem begrenzten Abnehmergebiet Westberlins kaum lohnten.
Mit dem Märkischen Viertel wird mit einem Anteil von 40 % der Wohnbauten der höchste Anteil an Plattenbauten erreicht. Dafür wurden Lizenzen von Camus und Coignet eingesetzt. Dominierend im Westberliner Wohnungsbau wird ab den 1960er Jahren die Schälerbauweise, eine Westberliner Lizenz der schwedischen Allbetonbauweise. Diese ist insgesamt eine der häufigsten Bauweisen im westdeutschen Wohnungsbau. Dabei werden mit modularen Schalsystemen massive Schottenbauten in Ortbeton umgesetzt und Fertigteilfassaden als Sandwichelemente vorgehängt. Diese Halbfertigteilbauweisen werden unter dem Begriff Großtafelbauweisen mit anderen reinen Fertigteilbauweisen begrifflich zusammengefasst.
Das Stadtviertel Nürnberg-Langwasser galt seit 1957 als einer der Prototypen für eine Trabantenstadt, aufgrund der langen Bauzeit bis in die 1990er Jahre kann hier auch die Weiterentwicklung der Plattenbautechnik über Jahrzehnte beobachtet werden.
Zu den größeren Großwohnsiedlungen in der Bundesrepublik zählen München-Neuperlach (55.000 Einwohner), Nürnberg-Langwasser (36.000 Einwohner), Berlin-Märkisches Viertel (36.000 Einwohner), Berlin-Gropiusstadt (34.000 Einwohner), Bremen-Vahr und Tenever (zusammen mehr als 30.000 Einwohner), Frankfurt-Nordweststadt (23.000 Einwohner), Hamburg-Steilshoop (20.000 Einwohner), Hamburg-Mümmelmannsberg (19.000 Einwohner), Kiel-Mettenhof (18.000 Einwohner), Pforzheim-Haidach (14.000 Einwohner), Mannheim-Vogelstang (13.000 Einwohner), Würzburg-Heuchelhof (12.000 Einwohner), Heidelberg-Emmertsgrund (11.000 Einwohner), Hamburg-Osdorfer Born (11.000 Einwohner) und Reutlingen-Hohbuch (10.000 Einwohner).
In den 1960er Jahren setzte sich der Architekt und Direktor der Hochschule der Künste Berlin Karl Otto in besonderem Maße für die Verwendung von industriell vorgefertigten Wandelementen und ganzen Raumzellen ein. Er hatte die Technik mit ihren Vorteilen auf Studienreisen in den USA kennengelernt und setzte sie in seinen eigenen Bauten ein, wie der Deutschen Schule in Brüssel oder seinem einzigen Sakralbau, der Martin-Luther-King-Kirche in Berlin-Britz, um. Sein „Baukasten“ wurde System Brockhouse genannt.
Zu den jüngsten Großsiedlungen zählen Köln-Chorweiler mit seinen 13.418 Einwohnern und Bremen-Osterholz-Tenever, die Hauptbauphasen lagen hier in den 1970er Jahren. Nach den 1980er-Jahren wurden in der Bundesrepublik Deutschland keine neuen Großsiedlungen mehr begonnen, bestehende allerdings noch vervollständigt, allerdings zum Teil mit eher aufgelockerter und niedrigerer Randbebauung in Mauerwerksbauweise.
Die Bauten für die Unterbringung der Teilnehmer an den Olympischen Sommerspielen 1972, das Olympiazentrum Schilksee in Kiel und das Olympische Dorf in München entstanden in dieser Bauweise. Letzteres ist gemeinsam mit dem Olympiapark heute eine denkmalgeschützte Anlage. Zurzeit leben hier etwa 6.100 Menschen, der Wohnwert des Olympischen Dorfes gilt als sehr hoch. Etwa 90 % aller Umzüge finden lediglich innerhalb des Olympischen Dorfes statt. Im Rahmen des städtischen Wettbewerbes „Kinder- und familienfreundliches Wohnumfeld“ erhielt das Olympische Dorf 2006 einen Sonderpreis.
Grund für die Stagnation der Plattenbauweise war die große Bauwirtschaftskrise, eingeleitet durch die erste Wirtschaftsstagnation 1966/67 und darauffolgend die Ölkrise von 1973. Zum anderen war der Wohnungsbedarf weitestgehend gedeckt. Mit dem Skandal um die Neue Heimat änderte sich die Ausrichtung der Bauwirtschaft in der Bundesrepublik endgültig, und Halbfertig- und Vollfertigbauweisen erhielten vollends einen negativen Ruf.
Die Großwohnsiedlungen entwickelten sich häufig als soziale Brennpunkte. Die Bewohnerstruktur der Siedlungen zeichnet sich teilweise durch höhere Arbeitslosigkeit aus. Diese Situation führt manchmal zu einer überdurchschnittlich hohen Kriminalitätsrate. Dies ist meist der Stadtplanung anzulasten, was speziell für die 1970er Jahre gilt. Bei Leerstand erfolgen deshalb Rückbauten der Wohnviertel, zum Beispiel im Wohnpark Hochheide in Duisburg.

#### Volksrepublik Polen
In Polen konnte mittels Plattenbauten der nach dem Zweiten Weltkrieg massive Wohnungsmangel beseitigt werden. Neben neuen Vorstadtvierteln entstanden auch ganze Städte neu, wie die Trabantenstadt Tychy südlich von Katowice.
Ausgehend von Ideen der Zwischenkriegszeit im Zeitraum 1933–1939 wurde durch den Finanzminister Eugeniusz Kwiatkowski das Konzept des zentralen Industriebezirks (COP) entwickelt. Dieser Regionalbebauungsplan setzte den Fokus auf den Ausbau kleiner Städte zu Industriestandorten. Das Auswahlkriterium war der größtmögliche Abstand sowohl zur deutschen als auch zur sowjetischen Grenze. Mit den Verlusterfahrungen des Zweiten Weltkriegs und der Grenzverschiebung Polens wurde dieses Projekt in ähnlicher Form umgesetzt. Beispielhaft ist hier der Oberschlesische Industriebezirk (GOP), welcher durch wirtschaftliche Regionalfördermaßnahmen auch das erste Plattenwerk Polens in Radom umsetzte. Polen machte eine ähnliche Entwicklung wie die DDR durch – von der Großblockbauweise hin zu Plattenbauweisen. Der erste Plattenbau Polens entstand 1957 in Warschau-Jelonki. Der berühmte „Schwedenblock“ (Blok Szwedzki) in Nowa Huta bei Krakau, erbaut 1957-1959, war hingegen kein Plattenbau. Stattdessen verwendeten die Architekten Marta und Janusz Ingarden eine moderne Skelettbauweise mit schwedischer Siporex-Technologie. Bei seinem Bau wurde anstatt Ziegeln der auf schwedischer Lizenz basierende Zellbeton Siporex verwendet, der von der schwedischen Firma Siporex AB aus Dalby stammte. Diese schwedische Porenbeton-Technologie kam 1951 durch ein Kooperationsabkommen nach Polen. Der Schwedenblock ermöglichte durch seine Skelettbauweise flexible Grundrisse und große Fensterflächen.
Bis in die 1970er Jahre waren die meisten Wohnungsbausalogien regional angebunden. Beispiele sind die Systeme der Breslauer Großplatte, die WUF-T (Warschauer Universalform), PBU, WWP und das System Przymorze. Mit dem System Śląski wurde sogar das P2-System samt Plattenwerk ähnlich dem in Halle-Neustadt aus der DDR importiert. Dieser Import wurde durch Karl-Heinz Schlesier verhandelt und kam aus der Freundschaft von Edward Gierek mit dem Bürgermeister von Halle zustande. Die Sowjetunion lieferte sogar als „Geschenk“ drei fertige Gebäude eines Leningrader Systems.
Ab den 1970er Jahren gab es eine Entspannungspolitik mit dem Westen, welche Importe aus Westeuropa, insbesondere aus der BRD und Dänemark ermöglichte. Daher wurden dänische Plattenwerke und Maschinen der Firma Thomas Schmidt importiert und für die breitflächige Modernisierung und Vereinheitlichung der Bauindustrie verwendet. Gleichzeitig arbeitete man am W-70-System, welches ursprünglich mit der DDR zusammen entwickelt werden sollte und Systemkomponenten mit dem WBS 70 teilen sollte. Die Entwicklung des W-70 ging auf das Programm „103-Probleme“ zurück und hatte nicht den erhofften Erfolg.
Daher wurde das deutlich teurere System WK-70 entwickelt. Dabei kamen Maschinen der westdeutschen Firma Kesting zum Einsatz, welche ihren Sitz in Nordrhein-Westfalen hatte. Eine spätere Weiterentwicklung des W-70 ist das OWT-75-System.

#### Andere Staaten
In der Schweiz werden Plattenbauten als „Bauten in Elementbauweise“ bezeichnet. Hier sind vor allem die „Göhnerbauten“ bekannt. Als Architekt wirkte unter anderem der Bauhausschüler Hans Fischli, dessen größtes Siedlungsprojekt Hangenmoos in Wädenswil von 1968 bis 1973 erbaut und 2019 abgerissen wurde. Eher außergewöhnlich sind dagegen Sakralbauten in Elementbauweise, wie das von Marcel Breuer geplante, 1972 vollendete Franziskanerinnenkloster Baldegg.
Die Vororte zahlreicher Ballungsgebiete in Frankreich sind als Großsiedlungen in Plattenbauweise angelegt. In Norwegen und in Schweden wurden viele Plattenbauten geschaffen, so die Vorstadtviertel Rinkeby in Stockholm, Angered in Göteborg und Rosengård in Malmö.
In Saudi-Arabien wurden zahlreiche Bauten als Plattenbauten ausgeführt. Als größtes Projekt entstand in Tabuk eine Wohnstadt mit 1856 Wohnhäusern aus rund 300.000 Tonnen Betonfertigteilen binnen knapp zwei Jahren, inklusive Infrastruktur und Hafen. Daneben wurden das König-Fahd-Stadion in Riad, der Internationale König-Abd-al-Aziz-Flughafen in Jeddah und die König-Saud-Universität in Riad in Plattenbauweise erbaut.

### Spätere Entwicklung
Die Entwicklung von Plattenbausiedlungen ist abhängig von den örtlichen Gegebenheiten unterschiedlich verlaufen. Westeuropäische Plattenbausiedlungen, die in der Peripherie größerer Städte bewusst als Viertel für niedrige Einkommensklassen oder als Zuwandererviertel konzipiert wurden und sich zu sozialen Brennpunkten entwickelten, wurden häufig aufwendig saniert. In Frankreich zum Beispiel, wo die Wohnsiedlungen der Außenbezirke 2005 Herde von Unruhen waren, diente dazu das Konzept „mixité sociale“ (frz. für soziale Mischung).

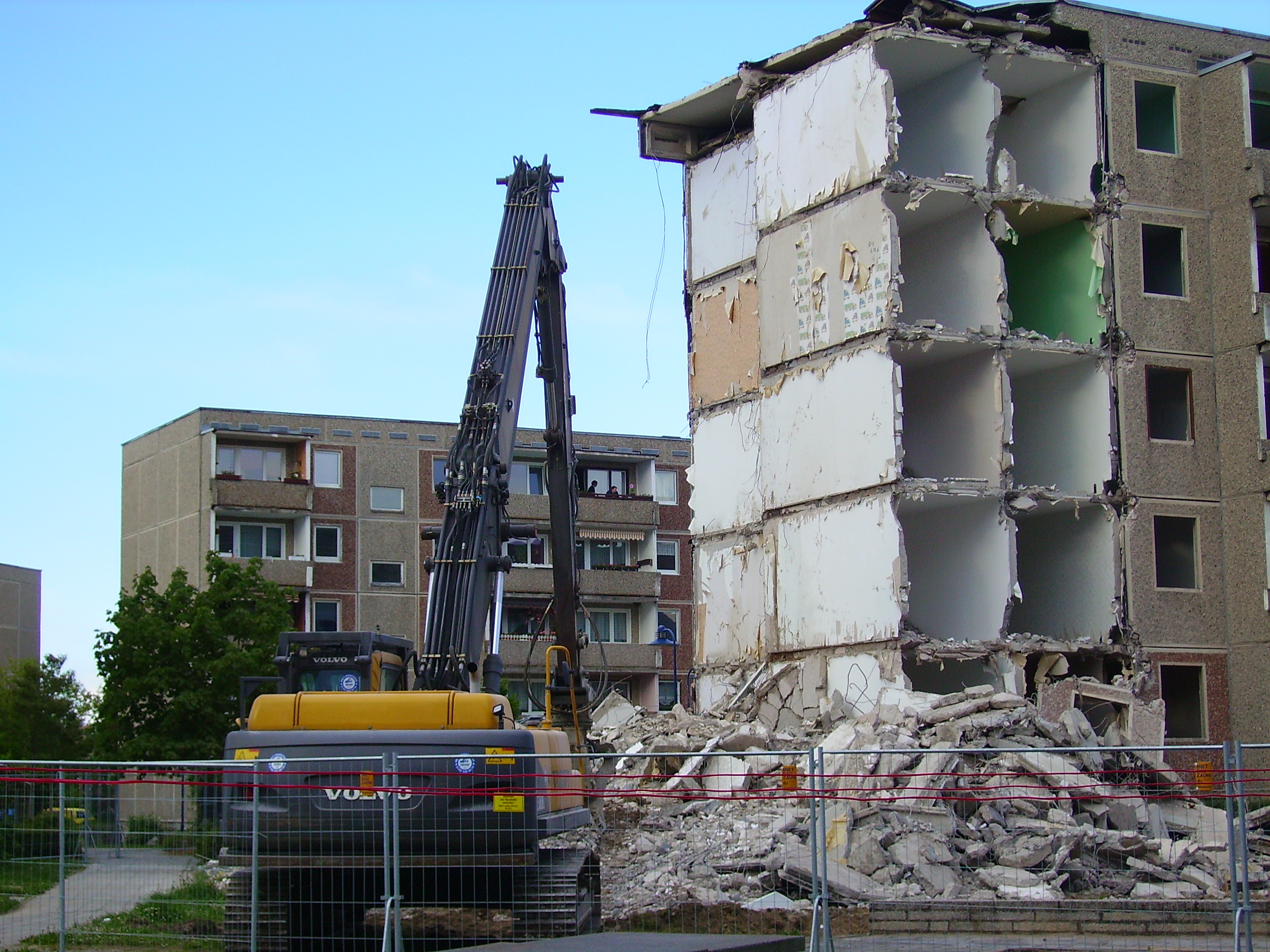
Abriss eines Plattenbaus im Stadtteil Rotensee in Bergen auf Rügen

In der DDR entwickelten sich diese unterschiedlich. So gibt es einige in Plattenbauweise errichtete Großsiedlungen, die selbst zu Zeiten stadtweiten erheblichen Leerstands – wie Berlin Anfang und Mitte der 2000er-Jahre – nach Modernisierung und architektonischer Aufwertung praktisch keinen Leerstand aufwiesen, beispielsweise das Salvador-Allende-Viertel im Berliner Stadtteil Köpenick, das durch die Nähe großer Waldflächen naturnah gelegen ist. Allerdings zog die nach der Wiedervereinigung 1990 einsetzende Ost-West-Migration in Deutschland an vielen Orten auch in Neubausiedlungen massiven Leerstand nach sich, an manchen Orten wie zum Beispiel in Halle-Silberhöhe, wo 2002 rund 22 % der Wohnungen leerstanden, führte dies dazu, dass sich die Siedlungen in soziale Brennpunkte zu verwandeln drohten. Architekten und Stadtplaner verbesserten die Attraktivität der Wohnungen und Standorte durch Rückbauten stark betroffener Standorte, Modernisierung, und das Wohnumfeld aufwertende Infrastrukturmaßnahmen mit dem Ziel, Leerstand zu vermeiden.
Einige Wohngebiete in der ehemaligen DDR, in denen vorwiegend Plattenbauten vorhanden sind, haben sich nach der Wende auch tatsächlich zu so genannten sozialen Brennpunkten entwickelt. Sie sind heute geprägt von einer höheren Armuts- und Arbeitslosenquote, einem niedrigeren Bildungsstand und vor allem seit der Asylkrise 2015/2016 einem erhöhten Ausländeranteil. Betroffen von dieser Entwicklung sind viele Groß- und einige Mittelstädte im Osten Deutschlands, im Besonderen jedoch die Wohngebiete Halle-Neustadt und Halle-Silberhöhe, Schwerin-Mueßer Holz, Erfurt-Roter Berg, Leipzig-Paunsdorf und Leipzig-Grünau, Dresden-Prohlis und Dresden-Gorbitz, Magdeburg-Neue Neustadt sowie Magdeburg-Neu Olvenstedt, aber zum Teil auch Cottbus-Sachsendorf, Berlin-Marzahn und einige Teile von Berlin-Altglienicke.

### Moderner Plattenbau
Die Errichtung von Wohn- und Bürogebäuden in Plattenbauverfahren findet sich in Deutschland nur noch sehr selten. Hochhäuser können billiger in Ortbetonbauweise hergestellt werden. Fassaden aus Sichtbeton-Fertigteilplatten werden von vielen Architekten als nicht attraktiv angesehen. Die Fassaden werden daher bevorzugt als Glasfassaden, Fassaden in Ständer-Riegel-Konstruktion oder mit Natursteinverkleidung hergestellt. Alternative Bauweisen, wie die Verwendung von Mauerwerk als tragende und raumabschließende Konstruktion oder Holzbaufertigteilbau, haben sich vor allem im privaten Hausbau und im Mietwohnungsbau als Standard durchgesetzt. Teilweise wird als Argument für die Bauweise mit vorgefertigten Betonplatten die frühzeitige und integrierte Planung genannt.
Eine Sonderform des Plattenbauverfahrens ist die Raumzellenbauweise, bei der vollständige Räume vorgefertigt und vor Ort zusammengefügt werden. Die negativen Erfahrungen mit uniformen Plattenbau-Wohnsiedlungen am Ende des 20. Jahrhunderts führten zum Bemühen um ein abwechslungsreicheres Erscheinungsbild. So werden Außenwände meist mit Putz versehen oder mit einer beliebigen Fassade überzogen, was die Plattenbauweise nicht erkennen lässt und zugleich Möglichkeiten für die integrierte Wärmedämmung bietet.